# Homo sapiens balangodensis
Als Homo sapiens balangodensis (engl. Balangoda Man) wurden Fossilien von anatomisch modernen Menschen (Homo sapiens) bezeichnet, die auf Sri Lanka lebten und deren älteste Funde mehrere zehntausend Jahre alt sind. Es handelt sich bei diesen Fossilien jedoch nicht um eine gültige Unterart des Homo sapiens, sondern zweifelsfrei um anatomisch moderne Menschen („Balangoda-Kultur“), die zur gleichen Zeit lebten wie in Europa die Cro-Magnon-Menschen.
In einer Höhle nahe der srilankanischen Ortschaft Ella fanden Paläontologen um Dr. Paul Deraniyagala zehn Skelette dieser lokalen Steinzeitkultur. Die Daily News berichtete am 27. November 2003, dass diese Menschen bereits Akupunktur gekannt haben sollen, die sie auch bei Elefanten anwandten, um sie zu zähmen; ferner soll diese Population kannibalistisch gelebt haben und zu den Vorfahren der Veddas, der Ureinwohner Sri Lankas, gehören.

## Merkmale
Anhand der Knochenfunde vom Homo sapiens balangodensis wird die Körpergröße bei Männern auf 174 cm und bei Frauen auf 166 cm geschätzt. Sie hatten auch dicke Schädelknochen, markante supraorbitale Grate (eine knöcherne längliche Öffnung, die sich über der Augenhöhle und unter der Stirn befindet), niedergedrückte Nasen, schwere Kiefer, kurze Hälse und auffällig große Zähne.

## Frühe Besiedelung der Insel
Archäologische Daten aus dem späten Pleistozän in Südasien sind entscheidend für unser Verständnis der Entwicklung des Verhaltens und der Ausbreitung des frühen Menschen in dieser Region. In prähistorischen Zeiten fanden die Wanderungen der frühmenschlichen Bevölkerung vom indischen Festland nach Sri Lanka und zurück über den heutigen gemeinsamen Kontinentalschelf statt, der seit rund 7000 Jahren – ab dem Ende der letzten Kaltzeit und dem Abtauen von Inlandeis – unter der Palkstraße und der Adam’s Bridge liegt. Auch zuvor schon hatte der heute rund 70 Meter tiefe Schelf infolge wechselnder Meereshöhen während der vergangenen 500.000 Jahre wiederholt eine Landbrücke mit einer Breite von etwa 100 km und einer Länge von 50 km gebildet.
Aus einer Analyse der Küstenvorkommen in der Nähe von Bundala im Distrikt Hambantota in Sri Lanka haben Paläontologen sichere Beweise für die prähistorische Fauna in Sri Lanka um 125.000 v. Chr. gesammelt. Ausgrabungen des Gebiets haben auch Werkzeuge hervorgebracht, die wahrscheinlich aus der Zeit des Mittelpaläolithikums stammen. Folglich glauben einige an die Möglichkeit, dass es in Sri Lanka prähistorische Menschen ab 500.000 v. Chr. oder früher gab (Homo erectus), und halten es für wahrscheinlich, dass sie um 300.000 v. Chr. auf der Insel waren. Eine weitere Analyse des alten Küstensandes im Norden und Südosten der Insel könnte Hinweise auf solche frühen Homininen liefern.